# 酸微菌纲
酸微菌纲（学名：Acidimicrobiia）是放线菌门下的一个纲。

## 下属分类
本纲包括以下目：
- 酸微菌目 Acidimicrobiales
- Actinomarinales